# Lost Frequencies
Felix De Laet známý jako Lost Frequencies (* 30. listopadu 1993 Brusel) je belgický deephouseový a tropicalhouseový diskžokej a hudební producent. S hudbou aktivně začal v roce 2014, pod nahrávací společností The Bearded Man (nahrávací společnost patřící pod Armada Music) a po třech letech v roce 2017 si pod hlavičkou Armada Music založil vlastní nahrávací společnost nazvanou Found Frequencies. Pravděpodobně jeho největšími hity jsou písně Are You With Me, Reality s Janieckem Devym a Beautiful Life s Sandrem Cavazzou, které se v mnoha zemích světa dostaly na špičky hitparád. Krom těchto skladeb se prosadil také s remixem písně In and Out Of Love od nizozemské trancové legendy Armin van Buurena a nizozemské zpěvačky Sharon den Adel. Dne 21. října 2016 vydal své debutové album s názvem Less Is More, ve které mimo zmíněných hitů jsou také písně All or Nothing, What Is Love 2016 nebo In Too Deep.

## Diskografie
- Less Is More (2016)
- Alive and Feeling Fine (2019)
- All Stand Together (2023)